# Record Report
Record Report är Venezuelas officiella singellista. Den har funnits sedan 1990, och rangordnar låtarna efter speltid i radio.
2005 antogs Lagen om socialt ansvarstagande i radio och TV, och påverkade venezuelansk musik. Innan lagen antogs, var msiken som spelades i venezuelanska radiostationerer inte begräsnad efter genre.
På listan publiceras de 20 främst placerade på allmänheten, resten kan bara prenumeranter lästa. Listorna som publiceras är Top 100, Top Tradicional, Top Latino, Top Salsa, Pop Rock Nacional och Pop Rock General.